# فيرينك هورفاث
فيرينك هورفاث (بالمجرية: Horváth Ferenc)‏ (6 مايو 1973 في المجر - ) هو مدرب كرة قدم ولاعب كرة قدم مجري في مركز الهجوم. شارك مع منتخب المجر لكرة القدم. أما مع النوادي، فقد لعب مع إشتوريل برايا وإنيرجي كوتبوس ونادي ألميريا ونادي أويبست ونادي جينك ونادي ديوسجوري ونادي فيرينتسفاروشي ونادي مكابي تل أبيب ونادي مول فيدي وPápai FC ‏ ونادي ليفينغستون لكرة القدم وSC Ostbahn XI ‏ ونادي باكسي.

## وصلات خارجية
- فيرينك هورفاث على موقع الاتحاد الأوربي (الإنجليزية)
- فيرينك هورفاث على موقع قاعدة بيانات كرة القدم.إي يو (الإنجليزية)
- فيرينك هورفاث على موقع ناشيونال فوتبول تيمز (الإنجليزية)
- فيرينك هورفاث على موقع عالم كرة القدم.نت (الإنجليزية)